# Getswerdersyl

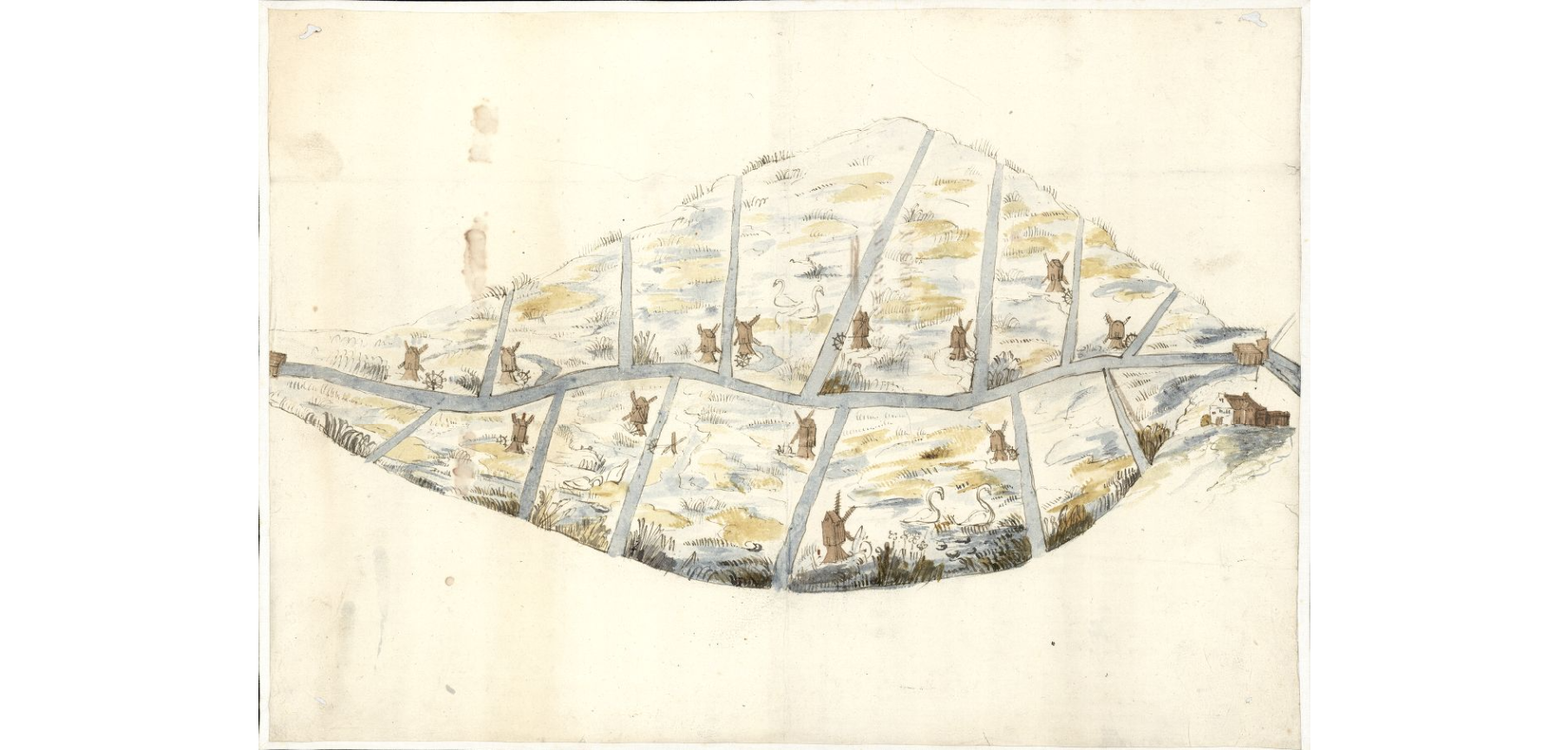
De oude Wijnaldumer polder met rechts de sluis van Getswerdersyl ca. 1625

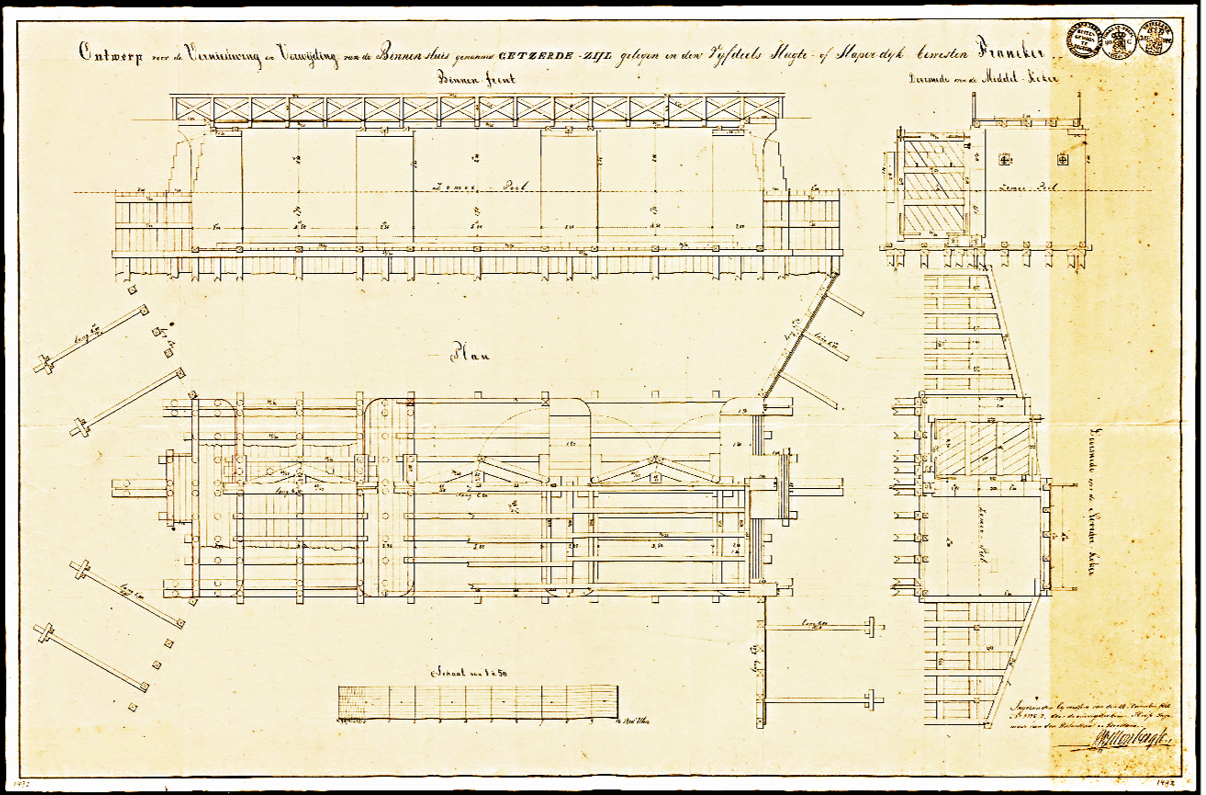
Ontwerp voor de vernieuwing en verwijding van de sluis Getswerdersy, 1840l

De Getswerdersyl of Getswerderzijl was de noordelijkste sluis in de Slachtedijk tussen Franeker en Sexbierum in de Nederlandse provincie Friesland. De sluis (zijl of syl) werd genoemd naar Gaetswert, een terp in de nabijheid en voor het eerst vermeld in 1407. De bebouwing in de omgeving kreeg de naam van de sluis die zich van Gaetzwardera zyl (1544) ontwikkelde tot Getzerdezyl (1664), Getswerdersyl (1700) en Getswerderzijl (1852). 

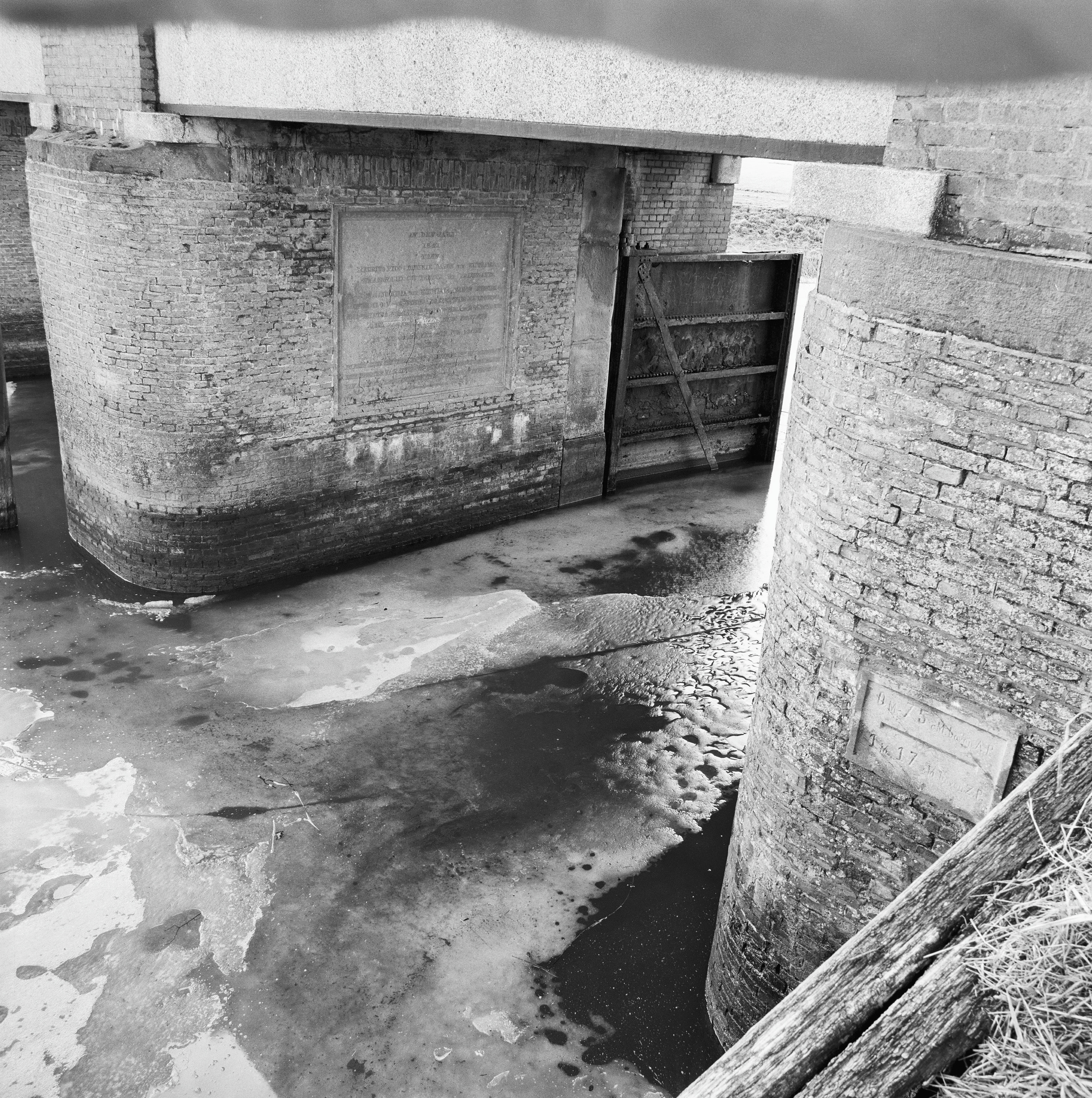
Gedenksteen uit 1841 nog in de sluis

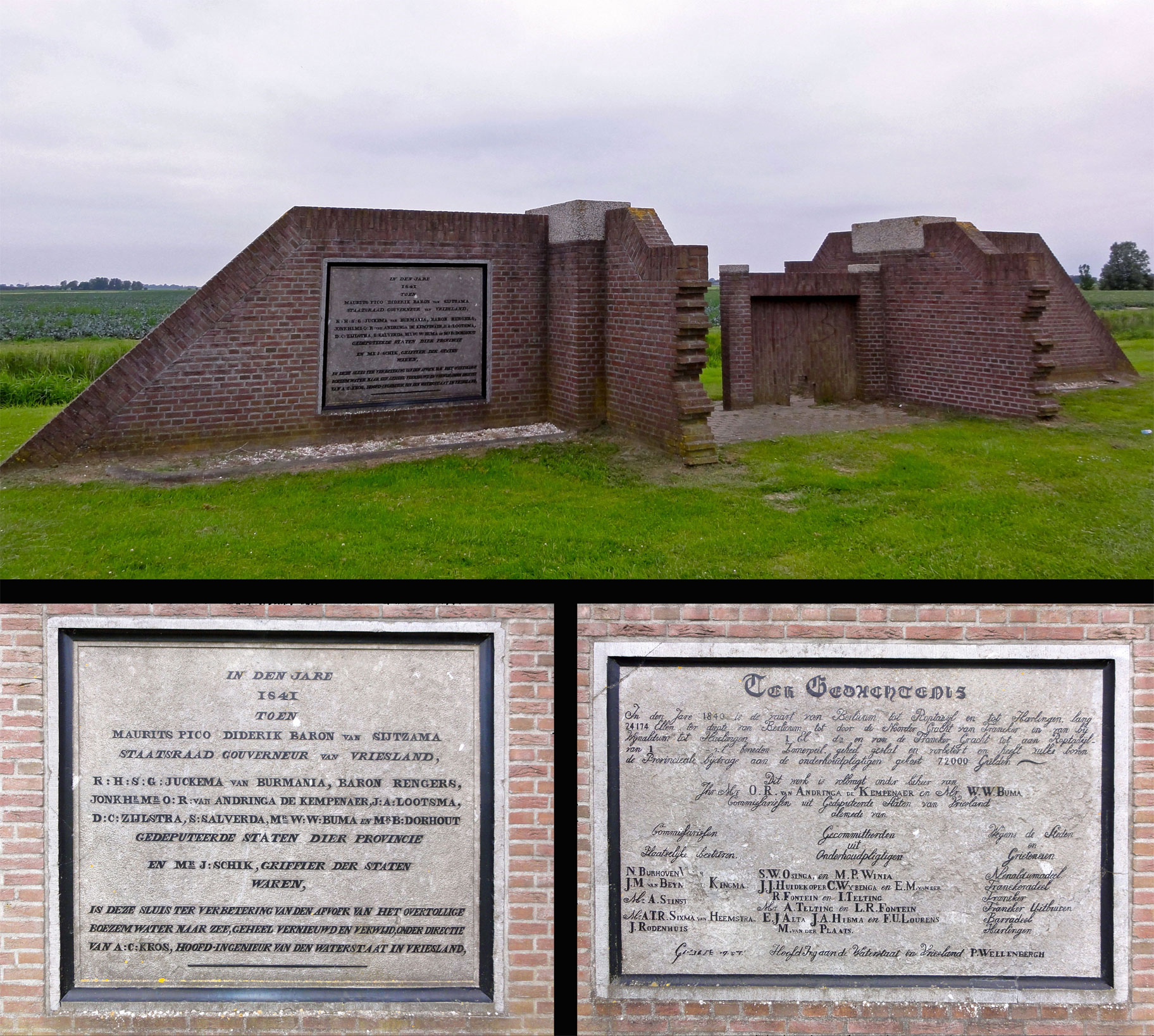
Het monument voor de voormalige sluis Getswerdersyl in de Slachtedijk

## Getswerd/Gaetswert
Gaetswert was een kleine terp in de uiterste noordwesthoek van Franekeradeel, waarop een boerderij met stemrecht stond, een zogenoemde stemhebbende plaats. De eigenaar was van aanzienlijke familie en draaide mee in het roulatieschema van rechters en grietmannen van Franekeradeel. Zo werd in 1407 Peter Campstra van Gaetswert gekozen tot rechter, in 1414 was het Feddrick Sibada van Gaetswerd, in 1420 Jonga Peter Campstra van Gaetswert, in 1426 Tjaerd Jonga en in 1432 Douwe Clasma.  In de zestiende eeuw heette de boerderij sate Ghaeswardt en de zijl Gaetzwardera zyl. In de loop der eeuwen is de bebouwing in de directe omgeving van de zijl beperkt gebleven tot vier à zes gebouwen. 

## Waterbeheersing
De sluisdeuren stonden gewoonlijk open en werden alleen gesloten in tijden van nood, zoals bij hevige storm als het gevaar bestond dat de zeewering het kon begeven en de Slachte als slaperdijk het water moest keren. Vandaar de naam keersluis. De sluis had ook een belangrijke rol in de waterbeheersing van Westergo. Overtollig water werd in westelijke richting afgevoerd naar de Waddenzee bij Roptazijl en Harlingen. Als bij aanhoudende westenwind het water naar het oosten werd gestuwd werden de deuren gesloten.

## Onderhoud
Oorspronkelijk was de sluis particulier bezit van de familie Liauckama, de bewoners van de bij Sexbierum gelegen Liauckamastate. Bij Getswerderzijl kwamen drie soorten onderhoud bij elkaar. De zijl zelf werd onderhouden door Liauckema en zijn erfgenamen. Dronrijp had van de Slachte het eerste perk ten noorden van de zijl in onderhoud en Franeker het stuk op zijn grondgebied ten zuiden. De Ried moest worden onderhouden door Franeker en Franekeradeel. 
Deze werkverdeling leidde regelmatig tot geschillen.  In 1652 is er sprake van vernieuwing van de zijl. Vanaf de 17e eeuw raakte de sluis in verval. In 1825 was er weer strijd geweest over de onderhoudsplicht. Dit vormde voor de provincie Friesland de reden om de sluis in 1841 over te nemen.

## Vernieuwing en vergroting
In 1841 werd de sluis geheel vernieuwd en vergroot. Het werd een houten brug met drie stroomgaten die door sluisdeuren konden worden afgesloten. Het was de enige sluis in de Slachte met deuren. De deuren van het middelste stroomgat stonden in principe altijd open. Maar als het bij storm spannend werd bij de zeedijken konden deze tijdelijk worden gesloten. De deuren in de beide andere stroomgaten waren meestal dicht. Maar als er veel water moest worden afgevoerd naar de zeesluizen konden ze worden geopend. Als het boezemwater door aanhoudende westenwinden juist werd opgestuwd naar het midden van de provincie konden (net als vroeger) ook alle deuren worden gesloten. De sluiswachter kreeg voor het bedienen van de deuren opdracht vanuit de provincie. 

## Verkeer
Van rijtuigen moest het paard stapvoets over de brug gaan. Er mochten zich niet twee rijtuigen tegelijkertijd op de brug bevinden. Bij tegenliggers gold dat wie eerst kwam eerst maalde. Ongetwijfeld  kon de nieuwe brug best twee rijtuigen dragen, maar voor het onderhoud was het voordeliger de brug niet te zwaar te belasten.
Schepen moesten de zeilen strijken, de mast neerhalen, de zwaarden behoorlijk ophalen en de lepels van het anker binnenboord halen. Ook hier gold bij tegenliggers dat degene die het dichts bij de zijl was voorrang had, behalve als er harde wind of sterke stroom stond. Dan ging het schip voor dat wind of stroom mee had. Uiteraard mochten de schippers met hun haken en bomen de zijl niet beschadigen en ze mochten ook niet in of bij de zijl aanmeren.
Omstreeks 1900 is de houten brug vervangen door een betonconstructie.

## Sloop
In 1982 werd de sluis gesloopt. Op de plaats van de sluis is een herdenkingsmonument opgericht, waarin de oorspronkelijke gedenkstenen uit 1841 zijn verwerkt (zie afbeelding). 
De sloop betekende voor de elfstedentocht dat deze plaats niet meer schaatsend kon worden gepasseerd en er een kluunplek moest worden ingericht.